# Гржимали, Мария
Мария Станек-Гржимали (нем. Marie Stanek-Hrimaly, собственно чеш. Marie Hřímalá; 17 сентября 1839, Пльзень — 13 мая 1921, Зальцбург) — чешская оперная певица, пианистка, музыкальный педагог. Дочь Войтеха Гржимали, сестра Войтеха, Яна, Богуслава и Яромира Гржимали.
Пела в оперных театрах Ольмюца и Брюнна. В 1881—1901 гг. — преподаватель вокала в зальцбургском Моцартеуме.